# Alfonso Cortina
Pour les articles homonymes, voir Cortina (homonymie).
Alfonso Cortina de Alcocer (né le 13 mars 1944 à Madrid et mort le 6 avril 2020 à Tolède) est un ingénieur industriel et entrepreneur espagnol.

## Biographie

### Fonctions
Alfonso Cortina est vice-président de Rothschild Europe, conseiller pour l'Espagne et l'Amérique Latine à Rothschild, conseiller pour l'Espagne pour Texas Pacific Group, membre du conseil d'administration de Mutua Madrileña, membre du comité consultatif internationale de Allianz AG à Madrid et membre du comité exécutif de la Commission Trilatérale.